# Botsuana en los Juegos Paralímpicos de Tokio 2020
Botsuana estuvo representada en los Juegos Paralímpicos de Tokio 2020 por dos deportistas, un hombre y una mujer. El equipo paralímpico botsuano no obtuvo ninguna medalla en estos Juegos.